# Ciborinia bresadolae
Ciborinia bresadolae är en svampart som först beskrevs av Rick, och fick sitt nu gällande namn av J.T. Palmer 1992. Ciborinia bresadolae ingår i släktet Ciborinia och familjen Sclerotiniaceae.   Inga underarter finns listade i Catalogue of Life.